# رودخانه سودست
رودخانه سودست (به انگلیسی: Sudost River) رودخانه‌ای به‌طول ۲۰۸ کیلومتر است که در روسیه، اوکراین جریان دارد.